# Монарі (Нижньогородська область)
Монарі (рос. Монари) — присілок в Лисковському районі Нижньогородської області Російської Федерації.
Населення становить 10 осіб. Входить до складу муніципального утворення Кириковська сільрада.

## Історія
Від 2009 року входить до складу муніципального утворення Кириковська сільрада.

## Населення
| 2002 | 2010 |
| ---- | ---- |
| 8    | ↗10  |